# 覚恵 (浄土真宗)
覚恵（かくえ、暦仁2年・延応元年〈1239年〉頃 - 徳治2年4月12日〈1307年5月14日〉）は、鎌倉時代の浄土真宗の僧。父は日野広綱、母は親鸞の末娘覚信尼。妻は周防権守中原某の娘。子は覚如。異父弟に唯善。
幼少より京都青蓮院で天台宗の教えを学び、その後如信（覚恵の従兄）の元で、外祖父の親鸞の教えを深める。
弘安6年（1283年）、母・覚信尼より大谷廟堂の留守職を譲り受ける（大谷廟堂二代目留守職）。